# Cerco e offro
Cerco e offro è stato un programma televisivo italiano, trasmesso da Canale 5 dal 18 settembre 1989 dal lunedì al sabato alle 15:30 per due edizioni.

## Il programma
Il programma, ideato da Maurizio Costanzo, era una specie di ufficio di collocamento, in cui persone in cerca di lavoro incontravano potenziali datori; la trasmissione era condotta da Massimo Guarischi, in quel periodo venticinquenne e il più giovane assessore d'Italia, e successivamente da Vittorio Schiraldi.
La trasmissione si inseriva nel pomeriggio di Canale 5 tra altre due produzioni ideate da Costanzo e prodotte dalla Fortuna Audiovisivi, la attuale Fascino PGT: Agenzia matrimoniale, condotto da Marta Flavi, e Visita medica. È stato uno dei primi programmi definiti "di servizio" per il pubblico a casa, e si contrapponeva ad un altro genere di successo in quel periodo, quello del quiz.

### Accoglienza
La trasmissione è stata prodotta per due edizioni e ha fatto registrare, nelle prime settimane di trasmissione, il 15% di share.